# Nilus decorata
Espèce
Synonymes
- Pisaura decorata Patel & Reddy, 1990

Nilus decorata est une espèce d'araignées aranéomorphes de la famille des Pisauridae.

## Distribution
Cette espèce est endémique d'Andhra Pradesh en Inde,. Elle se rencontre dans le district de Guntur.

## Description
La femelle holotype mesure 15,00 mm.

## Publication originale
- Patel & Reddy, 1990 : « Two new species of the genus Pisaura Simon (Araneae: Pisauridae) from coastal Andhra Pradesh, India ». Entomon, vol. 15, p. 37-40.